# فابیو یاکوبسن
فابیو یاکوبسن (هلندی: Fabio Jakobsen؛ زادهٔ ۳۱ اوت ۱۹۹۶ ‏(۲۸ سال)) دوچرخه‌سوار اهل هلند است.
از باشگاه‌هایی که در آن رکاب زده‌است می‌توان به تیم کوئیک‌استپ فلورز اشاره کرد.